# Nordrach
Nordrach ist eine Gemeinde im Schwarzwald in Baden-Württemberg und gehört zum Ortenaukreis.

## Geographie

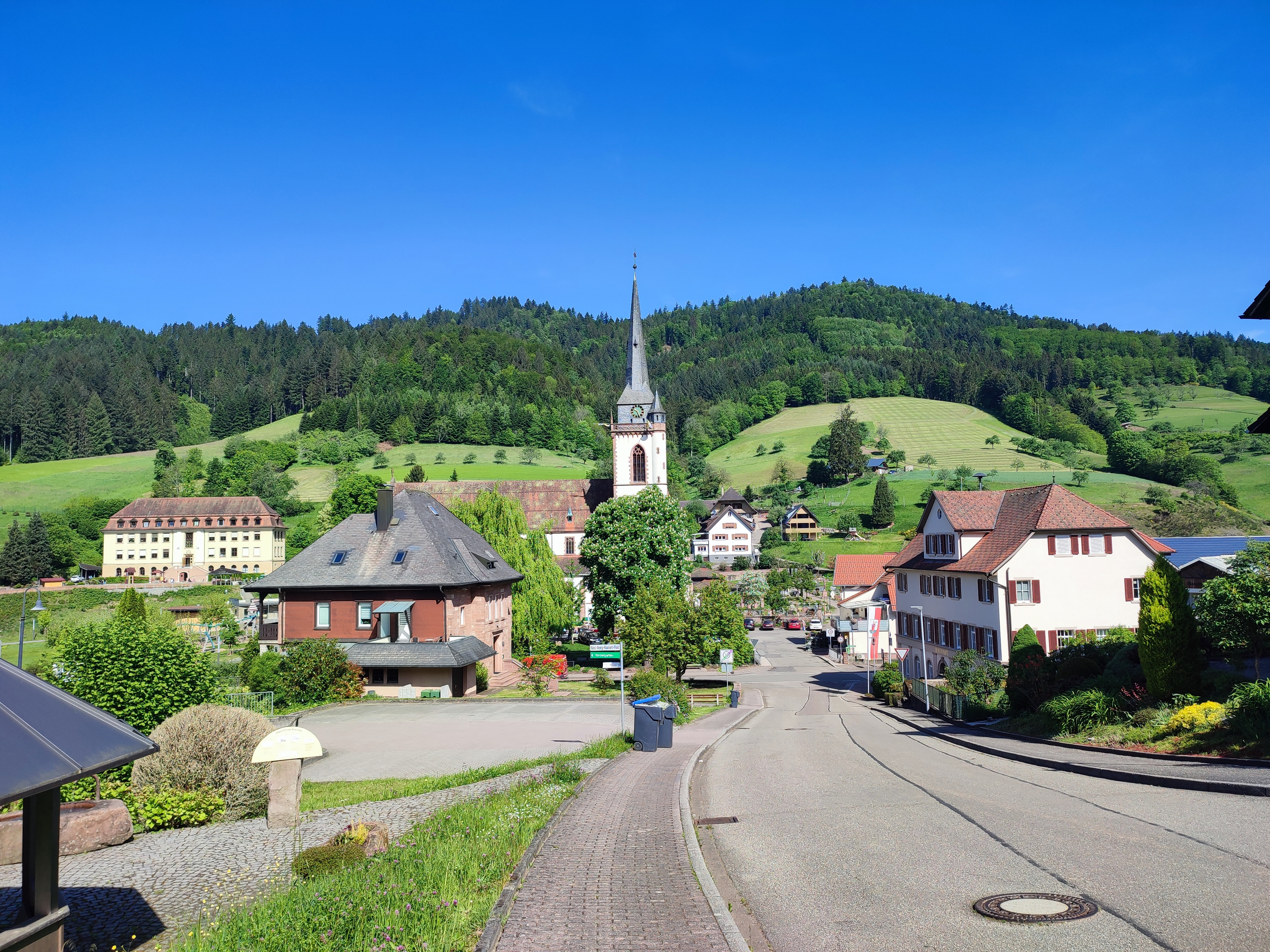
Ortsmitte von Nordrach

### Geographische Lage
Die Gemeinde Nordrach zieht sich über nahezu sechs Kilometer Länge im engen Tal des gleichnamigen Flüsschens entlang. In diesem Tal verläuft auch die Straße von Zell am Harmersbach (6 km) nach Bad Peterstal-Griesbach (12 km); allerdings ist die Strecke durch das Harmersbachtal über den Löcherberg kürzer. Die Entfernung zur Kreisstadt Offenburg beträgt 28 km. Das Gemeindegebiet liegt auf Höhen von 255 m ü. NHN bis 878 m ü. NHN.

### Nachbargemeinden
Die Gemeinde grenzt im Norden an die Städte Oberkirch und Oppenau, im Osten an Oberharmersbach, im Süden an die Stadt Zell am Harmersbach und im Westen an die Stadt Gengenbach.

### Gemeindegliederung
Der Siedlungsschwerpunkt liegt im Dorf Nordrach, sechs Kilometer von Zell am Harmersbach entfernt. Ein kleinerer Ortsteil liegt sechs Kilometer weiter, die Kolonie, früher auch Nordrach-Fabrik genannt. Weitere Ortsteile und Gewanne sind Allmend, Bärhag, Bäumlisberg, Buchbühl, Denninger, Ernsbach, Flacken, Grafenberg, Hasenberg, Helgenbühl, Heugraben, Hirzenberg, Hutmacherdobel, Kohlberg, Kühlmorgen, Kuttelrain, Lichtersgrund, Lindach, Merkenbach, Michelbach, Moosmatt, Moosbach, Mühlstein, Rautsch, Reutegut, Ruhlsbach, Schönwald, Schottenhöfen, Schrofen (Hinter und Vorder), Sodlach, Stollenberg, Stollengrund, Untertal und Vor Ernsbach. Zum Nordracher Gemeindegebiet gehören auch die Ortsteile Mühlstein und Schottenhöfen, die geographisch im Harmersbachtal liegen.

### Flächennutzung
79 % der Gemarkungsfläche sind bewaldet, 17 % werden landwirtschaftlich genutzt, der Rest ist Siedlungs- und Verkehrsfläche.

## Geschichte

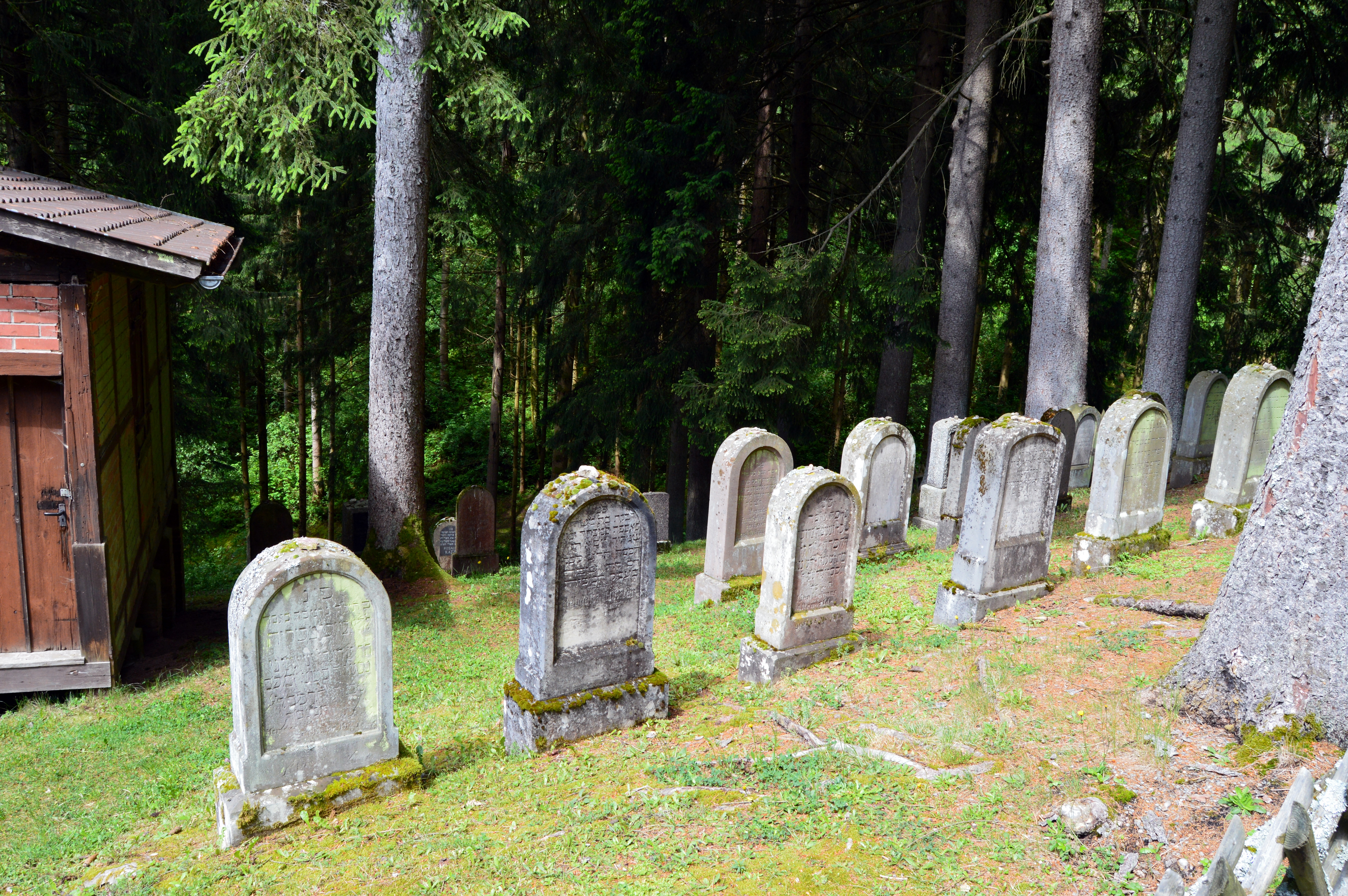
Der Jüdische Friedhof in Nordrach

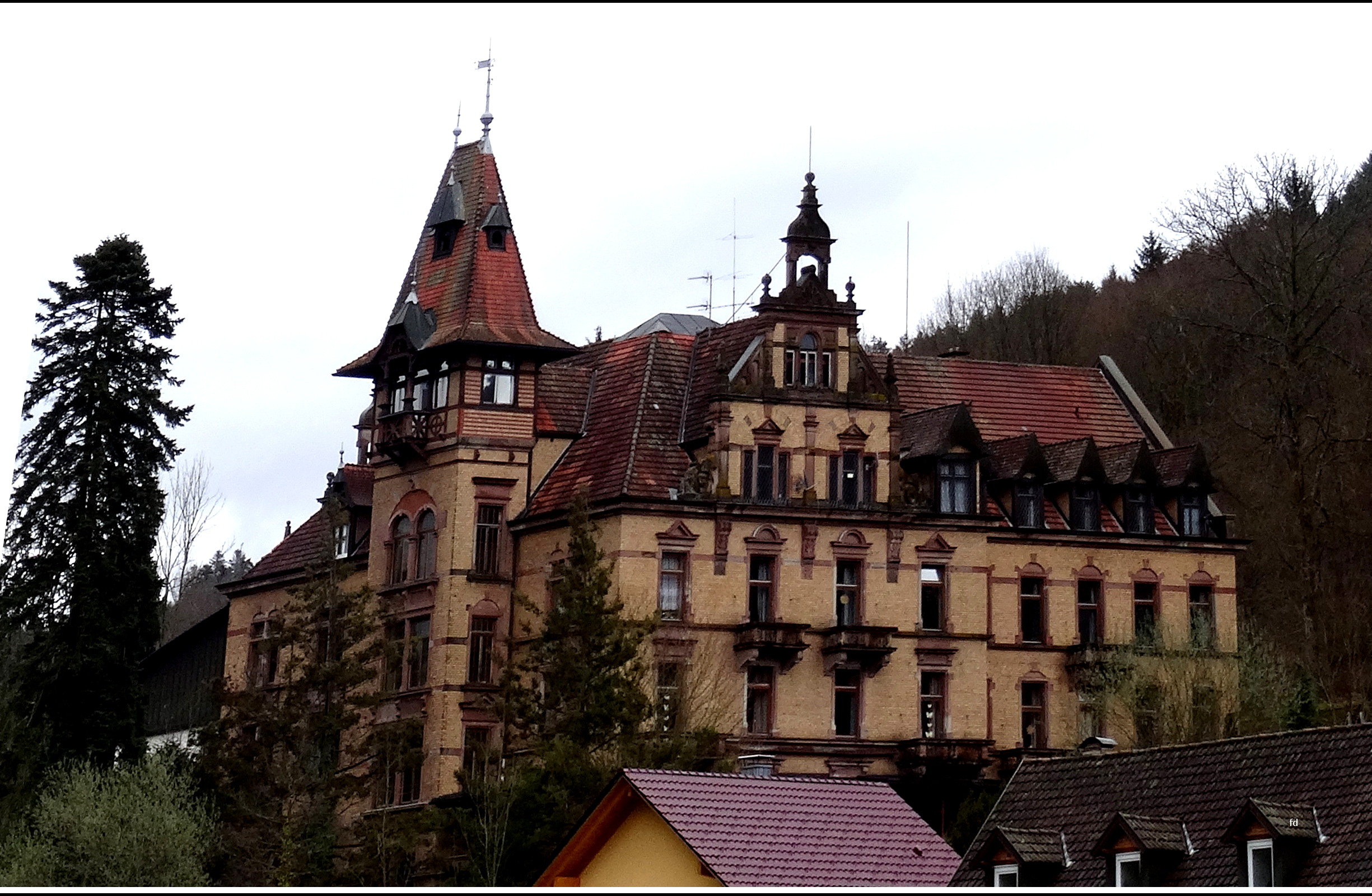
Ehemalige Rothschild-Klinik

Die erste urkundliche Erwähnung stammt aus dem Jahre 1139 als Norderaha, was so viel wie „nördliches Wasser“ bedeutet. Der hintere Teil des Tals gehörte ebenso wie der Mühlstein zum Kloster Gengenbach, während das übrige Gebiet der Reichsstadt Zell zugehörig war. Im Jahr 1803 wurde Nordrach von Zell abgetrennt und 1929 erfolgte die Vereinigung von Nordrach-Dorf und Kolonie zu Nordrach. Nordrach gehörte früher zum Landkreis Wolfach, mit dessen Auflösung kam der Ort 1973 zum Ortenaukreis. Im heute staatlich anerkannten Luftkurort Nordrach wurden bereits seit 1891 in mehreren Sanatorien Lungenkranke behandelt, da sich das Tal dazu bestens eignete. Nordrach hatte bis 1975 vier Tuberkulose-Kliniken.
Die Volksheilstätte in Nordrach-Kolonie gründeten 1884 der Sozialist und Arzt Otto Walther und seine Frau Hope Adams. Sie war die erste Frau, die im Kaiserreich eine Approbation als Ärztin erlangte. Bis zur Scheidung leiteten die beiden gemeinsam die Volksheilstätte, in der neben armen Bevölkerungsschichten auch Clara Zetkin und August Bebel als Patienten aufgenommen wurden.
Eine der weiteren Heilstätten war die orthodox-jüdische Rothschild-Klinik mit koscherer Küche und einer Synagoge. Ein kleiner jüdischer Friedhof existiert noch. Am 29. September 1942 wurde das Rothschild-Sanatorium aufgelöst und die letzten neun Angestellten und 18 Patientinnen deportiert. In welchem nationalsozialistischen Lager die Deportierten umgebracht wurden, lässt sich nicht sicher belegen. Die Ermordung in einem der drei deutschen Vernichtungslager im Generalgouvernement  (Bełżec, Sobibór, Treblinka) gilt jedoch als wahrscheinlich.
Die Klinik wurde ab November 1942 bis April 1945 von der SS als Lebensbornheim Schwarzwald genutzt.  Ab 1947 nutzte Frankreich im Rahmen eines Adoptionsprogramms die Klinik als Kinderheim für Besatzungskinder französischer Soldaten, deren deutsche Mütter das Kind bald nach der Geburt zur Adoption nach Frankreich freigegeben hatten.

### Religionen
Die Gemeinde ist römisch-katholisch geprägt. Die katholische Kirche im Ort ist dem Heiligen Ulrich geweiht. Die wenigen evangelischen Gläubigen werden von Zell am Harmersbach aus betreut. Seit der Dekanatsreform am 1. Januar 2008 gehört Nordrach und die St. Ulrich-Kirche zum Dekanat Offenburg-Kinzigtal und gehört zudem zur Seelsorgeeinheit Haslach.

### Demographie

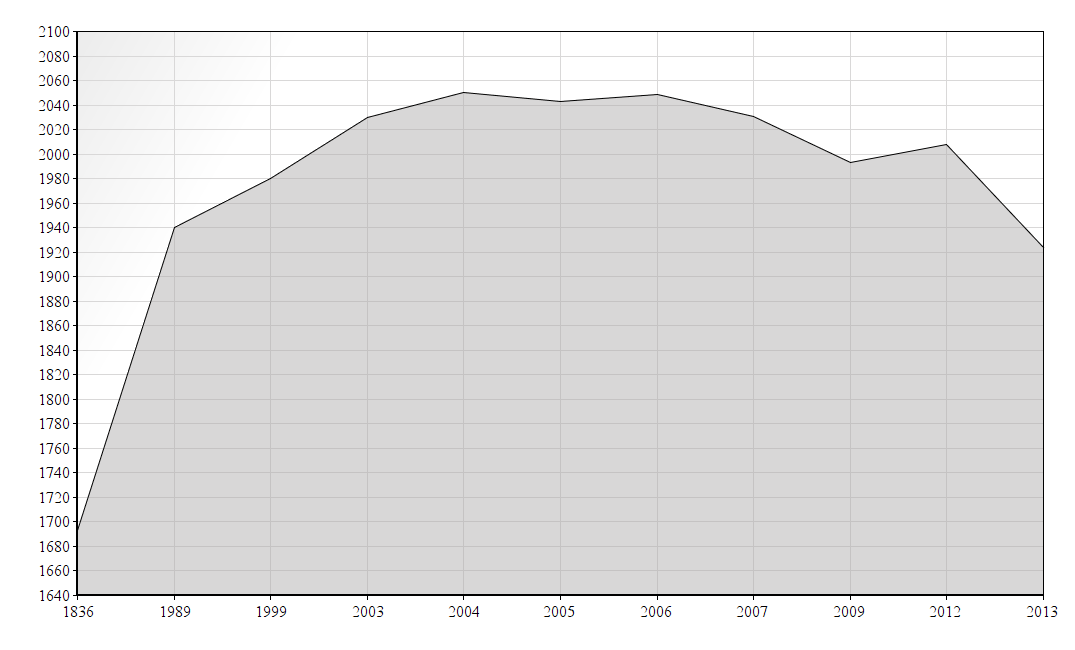
Nordrach Bevölkerungsentwicklung

Einwohnerzahlen nach dem jeweiligen Gebietsstand
| Jahr              | Einwohnerzahl                    |  |
| ----------------- | -------------------------------- |  |
| 1804              | 778                              |  |
| 1814              | 1.141                            |  |
| 1836              | 1.693                            |  |
| 1864              | 1.589 (+185 in Colonie Nordrach) |  |
| 1913              | 1.649                            |  |
| 1939              | 1.692                            |  |
| 6. Juni 1961      | 1.846                            |  |
| 27. Mai 1970      | 1.870                            |  |
| 1989              | 1.940                            |  |
| 31. Dezember 1999 | 1.980                            |  |
| 30. Juni 2003     | 2.030                            |  |
| 31. Dezember 2004 | 2.050                            |  |
| 31. Dezember 2005 | 2.043                            |  |
| 31. Dezember 2006 | 2.049                            |  |
| 31. Dezember 2007 | 2.031                            |  |
| 31. Dezember 2009 | 1.993                            |  |
| 31. Dezember 2012 | 2.008                            |  |
| 31. Dezember 2013 | 1.924                            |  |
| 31. Dezember 2020 | 1.822                            |  |
| 31. Dezember 2021 | 1.847                            |  |

## Politik
Die Gemeinde gehört der Vereinbarten Verwaltungsgemeinschaft der Stadt Zell am Harmersbach an.

### Gemeinderat
Die Gemeinderatswahl vom 9. Juni 2024 brachte bei einer Wahlbeteiligung von 62,18 % folgendes Ergebnis:
| Insgesamt 10 Sitze - CDU: 4 - FW: 4 - UWN: 2 | Gemeinderat 2024Wahlbeteiligung: 62,18 % 50403020100 38,60 %42,87 %18,54 % CDUFWUWNGewinne und Verlusteim Vergleich zu 2019 %p 12 10 8 6 4 2 0 −2 −4 −6 −8−10−12−0,46 %p+10,89 %p−10,42 %pCDUFWUWN |

### Wappen
Das Nordracher Wappen (seit 1901 Hoheitszeichen der Gemeinde) zeigt vor silbernem Hintergrund den rotgekleideten Bischof St. Ulrich auf grünem Schildfuß. Als Zeichen seiner Bischofswürde trägt der Nordracher Kirchenpatron eine goldene Mitra und hält in der Linken einen Bischofsstab mit schwarzem Schaft und goldener Krümme. In der rechten Hand erkennt man einen silbernen Fisch. Dieses frühere Christussymbol könnte ihn lediglich als Heiligen ausweisen. Da aber Künstler die Heiligen oft mit Gegenständen als Hinweise auf ihr Leben darstellten, wird dieser Fisch wohl auch auf eine Legende des ersten von einem Papst offiziell heiliggesprochenen Heiligen hinweisen. Bischof Ulrich soll nämlich einem herzoglichen Boten versehentlich ein Stück Fleisch am Freitag geschenkt haben. Dieser wollte dann den Bischof wegen des Übertretens des Kirchengebots verleumden und hielt zum Beweis das Stück Fleisch in der Hand. Mit dem Fisch wird die Lauterkeit des Bischofs unterstrichen und zudem auch das „Wasser- und Quellenpatronat“ des Heiligen veranschaulicht.

### Vögte und Bürgermeister
- 1803:      Anton Feger (Vogt)
- 1805:      Georg Öhler (Vogt)
- 1810:      Josef Diller (Vogt)
- 1811–1816: Anton Herrmann (Vogt)
- 1816–1819: Johannes Spitzmüller (Vogt)
- 1819–1825: Josef Diller (Vogt)
- 1825–1830: Johannes Spitzmüller (Vogt)
- 1830–1832: Georg Stubenwirt (Vogt)
- 1832–1837: Josef Oehler (Vogt bis zum 14. April 1832, danach Bürgermeister)
- 1837–1837: Spitzmüller (Bürgermeister)
- 1837–1839: Bernhard Benz
- 1840–1846: Johann Spitzmüller
- 1846–1848: Andreas Huber (bis 10. April 1848, Revolutionsbeteiligung)
- 1848–1849: Johann Erdrich (28. April 1848–1849, Revolutionsende)
- 1849–1861: Paul Spitzmüller
- 1861–1882: Lorenz Spitzmüller
- 1882–1902: Mathias Gißler (durch Tod ausgeschieden)
- 1903–1921: Wilhelm Erdrich
- 1921–1923: August Lehmann (1923 verzichtet August Lehmann auf das Amt)
- 1923–1924: Wilhelm Erdrich (durch Tod ausgeschieden)
- 1924–1933: Johann Evangelist Spitzmüller
- 1933–1945: Ludwig Spitzmüller (durch das Bezirksamt ernannt, wahrscheinlich NSDAP)
- 1945–1946: Jakob Spitzmüller (kommissarisch, eingesetzt durch die französische Besatzungsmacht)
- 1946–1948: Josef Spitzmüller (kommissarisch, eingesetzt durch die französische Besatzungsmacht)
- 1948–1957: Jakob Oehler
- 1957–1977: Wilhelm Benz
- 1977–1983: Bernhard Apfel
- 1983–2007: Herbert Vollmer (parteilos)
- Seit 2007: Carsten Erhardt (FDP)

Erhardt wurde 2015 und 2023 wiedergewählt.

### Partnerschaften
Nordrach unterhält mit folgender Stadt eine Städtepartnerschaft:
- Niedernai, Elsass, Frankreich, seit dem 14. Mai 2000

Im Herbst 1997 nahmen die beiden Gemeinden erstmals Kontakt zueinander auf. In den folgenden drei Jahren wurden die Kontakte intensiviert, erste Feste gemeinsam gefeiert und Freundschaften geschlossen.

## Wirtschaft und Infrastruktur
Traditionell lebten die Nordracher von der Land- und Forstwirtschaft. Infolge der steilen Hanglagen und der damit verbundenen Erosionsgefahr war die Bewirtschaftung der Felder jedoch schwierig und kaum mechanisierbar. Das führte nach dem Zweiten Weltkrieg schnell zu einem drastischen Rückgang der Landwirtschaft. 2003 gab es noch 15 Haupterwerbsbetriebe und etwa 60 Nebenerwerbslandwirte.
Im Jahr 2011 gab es in Nordrach etwa 850 Arbeitsplätze, 57 Prozent davon im produzierenden Gewerbe. Die Pendlerbilanz ist positiv, 390 Nordracher verdienen ihren Lebensunterhalt außerhalb der Gemeinde und 530 Arbeitskräfte kommen aus anderen Gemeinden nach Nordrach.

### Verkehr
Bedingt durch den Kurbetrieb wurde im Nordrachtal schon früh eine Omnibuslinie für die Strecke Biberach–Zell–Nordrach eingerichtet. So existierte im Jahre 1923 eine private Autoverkehrslinie von der Kolonie zum Bahnhof in Zell, mit der auch die Post befördert wurde. Autoinhaber war damals Bauunternehmer Maurermeister Gottfried Lang. Eine Eisenbahnlinie nach Nordrach gab es nie, dafür wurde die frühere Landstraße 95 (heute Kreisstraße 5354) in den Jahren 1906 bis 1910 ausgebaut. Mit der Verbesserung der Ortsdurchfahrt wurde in den 1980er Jahren nach über 20-jähriger Planungsdauer und Widersprüchen von Anliegern begonnen. Noch heute stellt die private Omnibuslinie des Busunternehmers Schnurr aus Zell am Harmersbach die einzige öffentliche Verkehrsverbindung zum Harmersbachtal her. Über die enge Schäferfeldstrecke ins Renchtal kommt man mit öffentlichen Verkehrsmitteln nicht.

### Kurbetrieb
In Nordrach gibt es zwei Rehabilitationskliniken. Die Eignung des Nordrachtals für Kurzwecke wurde schon gegen Ende des 19. Jahrhunderts erkannt. Die windgeschützte und nebelfreie Lage begünstigt die Errichtung von Lungenheilstätten. Aus diesem Grund wurde Nordrach auch als „Badisches Davos“ bezeichnet. Mehrere Lungenheilstätten aus der Anfangszeit bestehen jedoch nicht mehr.

### Holzverarbeitung
Die Holzverarbeitung hat ebenfalls eine Tradition im Nordrachtal. In Nordrach befinden sich fünf Sägewerke sowie eine Reihe von weiterverarbeitenden Betrieben.

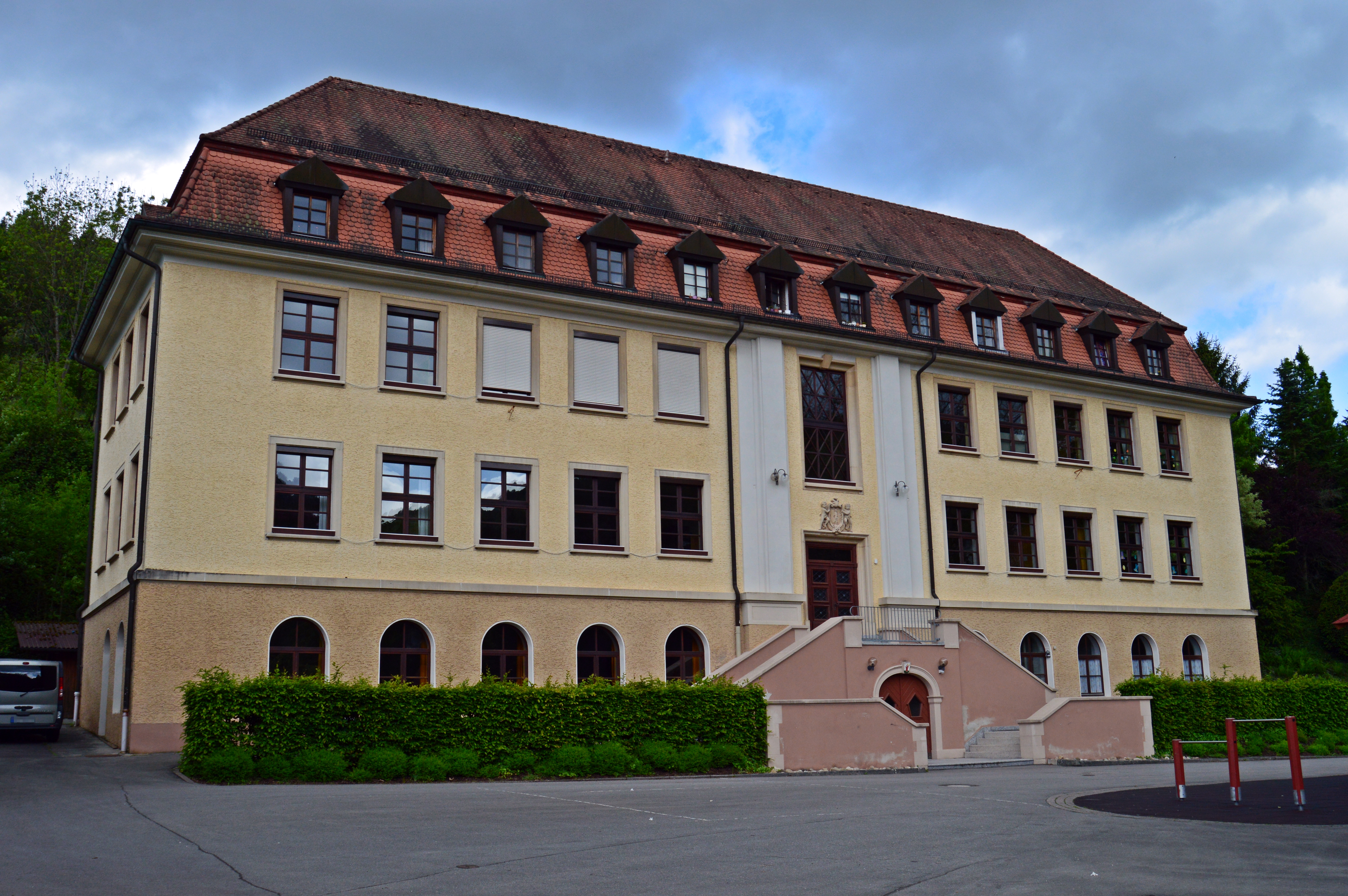
Grundschule Nordrach

### Maschinenbau
Aus eher handwerklichen Betrieben entwickelten sich im Laufe der Zeit:
- die Maschinenfabrik Erwin Junker, Kernunternehmen der Junker Gruppe, Hersteller von Präzisionsschleifmaschinen, Lieferant der Automobilindustrie weltweit;
- LTA Lufttechnik, industrielle Absaug- und Luftreinigungsanlagen;
- Sägewerk Echtle.

### Bildungseinrichtungen
- Nordrach verfügt über eine eigene Grundschule. Außerdem gibt es einen Kindergarten.

## Kultur und Sehenswürdigkeiten
Nordrach liegt am Kinzigtäler Jakobusweg, der an vielen Sehenswürdigkeiten vorbeiführt.

### Pfarrkirche St. Ulrich

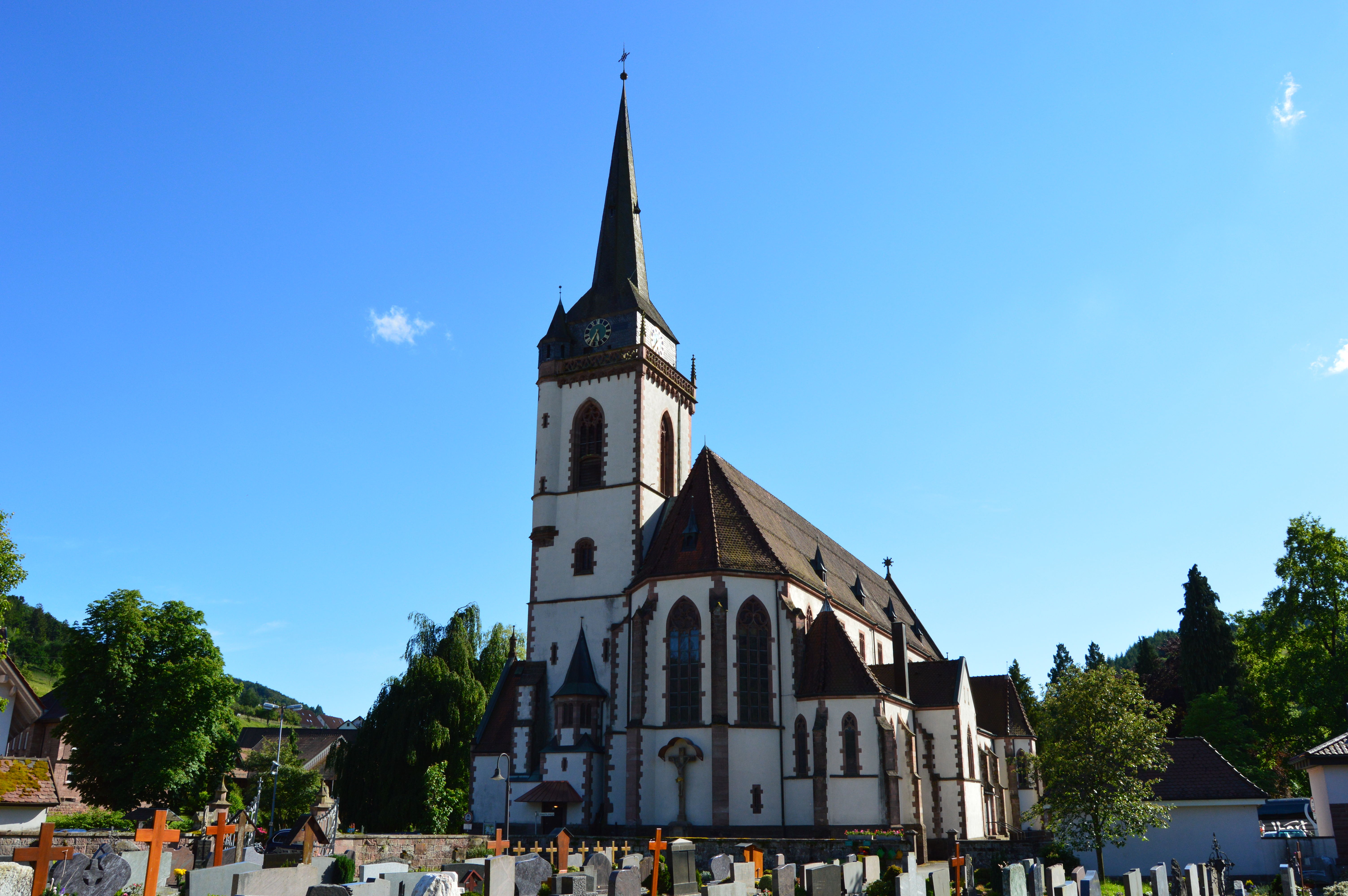
Die Pfarrkirche St. Ulrich von der hinteren Friedhofseite

Das Käshammersche Kreuz (nach der Restaurierung 2014)

Die Kirche wurde in den Jahren 1904 bis 1905 von Johannes Schroth entworfen und erbaut. Sie ist nicht wie üblich geostet, sondern – bedingt durch den Flusslauf im engen Tal – nach Nordosten ausgerichtet. Im linken Seitenschiff steht in der gewölbten Taufkapelle das älteste Stück der Kirche: Der Taufstein aus dem Jahre 1618, der noch aus der alten Kirche stammt. Je sechs Säulen aus rotem Sandstein teilen den 40,8 Meter langen, 17,2 Meter breiten und 17 Meter hohen Raum. Die je neun Fenster der Seitenschiffe und die je acht Fenster im oberen Teil des Langhauses lassen genug Licht einfallen, obwohl sie alle bemalt sind. Sie stellen Szenen aus dem Leben der 14 Nothelfer dar. Bei den meisten Fenstern ist auch der Name des Stifters verewigt. Der Hochaltar, der 1905 geschnitzt und bemalt wurde, veranschaulicht mit den Szenen des Schmerzhaften Rosenkranzes das Erlösungswerk. Der Nordracher Rosenkranzaltar gehört mit dem 1910 errichteten Hochaltar der Josefskirche in Kollnau und dem 1911 geschaffenen Friesenheimer Hochaltar sowie dem 1905 gefertigten Flügel-Hochaltar in Oberachern zu den wertvollsten Einzelkunstwerken aus der Werkstätte der Gebrüder Moroder. Sehenswert sind auch die Kanzel mit den Darstellungen der vier Evangelisten und dem lehrenden Christus, die elsässische Roethinger-Orgel mit 27 Registern, der Pieta-Altar im hinteren Bereich der Kirche und die zwölf lebensgroßen Figuren im Langhaus, die die Apostel mit ihren Attributen darstellen. 2005 wurden der Hochaltar, die Kanzel und die zwei Seitenaltäre renoviert. Das Glockengeläute besteht aus sechs Glocken. An der Nordseite der Kirche steht das Käshammersche Kreuz, das im Jahre 1784 von einem früheren Bewohner der Nordracher Höhenhöfe namens Johannes Käshammer gestiftet wurde und 2014 restauriert wurde.

#### Kurpark
Schon seit 1930 verfügt Nordrach über einen Kurpark im Ortskern, zu dem auch ein Musikpavillon und eine Minigolfanlage gehören.

### Kuh-Brunnen

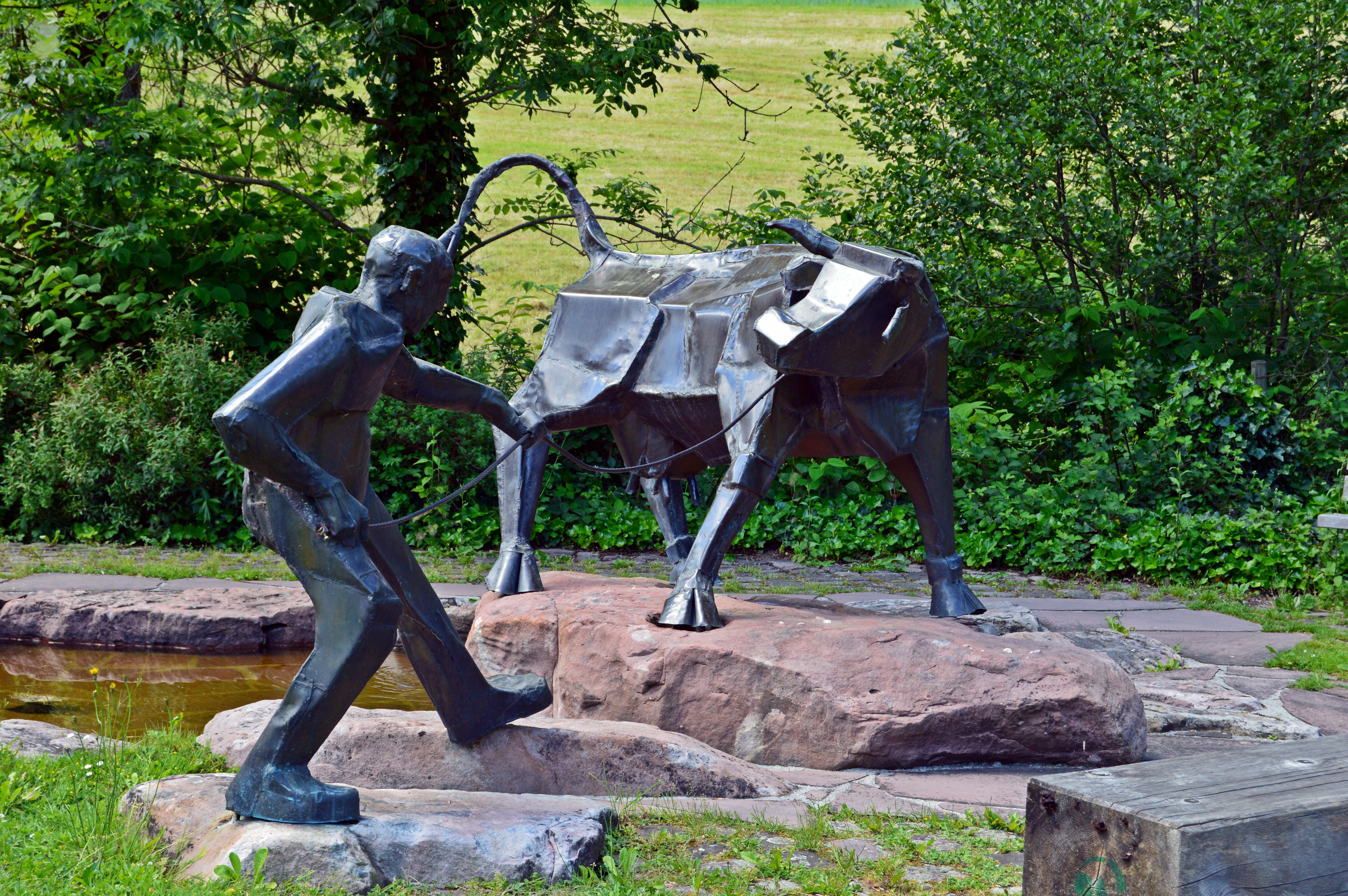
Der Kuhbrunnen

Am Ortseingang fällt die Begrüßungsanlage mit ihrem kunstvollen Kuh-Brunnen auf, der auf die Bedeutung der Landwirtschaft im Nordrachtal hinweisen soll und zum 850-jährigen Ortsjubiläum errichtet wurde.

### Museen
In direkter Umgebung des Schwimmbades befindet sich das 1991 eröffnete Nordracher Puppenmuseum, das mit 100.000 Besuchern in der Statistik der meistbesuchten Museen des Ortenaukreises an zweiter Stelle hinter dem Schwarzwälder Freilichtmuseum in Gutach liegt. In dem bunt bemalten Puppenmuseum sind auf 250 Quadratmetern Gesamtfläche 1500 meist von Gaby Spitzmüller gearbeitete und gesammelte Puppen und Teddys zu besichtigen. Das Nordracher Puppenmuseum weicht von den sonst üblichen Ausstellungsformen ab, indem die insgesamt 31 Vitrinen thematisch ausgerichtet sind.

## Persönlichkeiten

### Söhne und Töchter der Gemeinde
- Georg Josef Seybel (1825–1886), Jurist, Landtagsabgeordneter
- Karl Josef Oehler (1889–1917), Schau- und Kunstflieger
- Gerda Walther (1897–1977), Philosophin und Parapsychologin
- Wilhelm Oberle (1931–2018), Unternehmer und Wohltäter
- Jens Jordan (* 1943), Politiker
- Heinrich Pachl (1943–2012), Kabarettist
- Friedrich Wolfram Heubach (* 1944), Psychologe
- Hans-Arne Stiksrud (1944–2005), Psychologe
- Armin Göhringer (* 1954), Maler und Bildhauer

### Persönlichkeiten, die in Nordrach wirkten
- Adelheid von Rothschild (1853–1935), Tochter aus der Frankfurter Bankendynastie Rothschild; stellte 1903 zwei Millionen Mark zur Gründung der Lungenheilanstalt in Nordrach zur Verfügung
- Ephraim Adler (1855–1910), Allgemeinmediziner; übernahm von 1907 bis 1910 den Posten des Leitenden Oberarztes und Direktors der Lungenheilanstalt
- Hope Bridges Adams Lehmann (1855–1916) und Otto Walther (1855–1919) betrieben in Nordrach ein Lungensanatorium.
- Johannes Schroth (1859–1923) war der Architekt der in Nordrach stehenden Pfarrkirche St. Ulrich.
- Wolf Schmuel Borowitzky (1892–1940), fotografierte und stellte viele Motive von Nordrach als Postkarten aus
- Kurt Spitzmüller (1921–2014), Politiker (FDP/DVP), Geschäftsführer der Lungenheilanstalt Kurhaus Nordrach, in Nordrach gestorben
- Paul Boschert (* 1937 in Reichenbach), mehrfacher Bartwelt- und -europameister und langjähriger Alpenvereinsvorsitzender in Nordrach[12]